# 三角ゲーム・ピタゴラス
『三角ゲーム・ピタゴラス』（さんかくゲーム・ピタゴラス）は、1982年4月4日から1983年2月27日まで一部テレビ朝日系列局で放送された朝日放送（ABCテレビ）製作のクイズ番組である。放送時間は毎週日曜19:00 - 19:30（JST） 。
大和田伸也と甲斐智枝美が司会・進行を務めた視聴者参加型クイズ番組で、毎回3組のペアが出場。毎回オープニングで大和田が「頭脳のピントをピタッ、ピタッ、ピタゴラス」と言っていた。
タケダ（武田薬品工業）の一社提供。番組冒頭では、三角形が積み重なるアニメーションと共に『タケダの歌』が歌われるオープニングキャッチが流れていた。 
番組は、単に「ピタゴラス」とも呼ばれていた。タイトルの「ピタゴラス」は、三角形にまつわる「ピタゴラスの定理」に由来するもので、解答席の上にはピタゴラスが考えているイラストが掲げられていた。

## ルール
問題の形式は早押しクイズで、早押しは挙手によって行われる（解答席の上方が、挙手を判定するセンサーになっている）。
スタジオには、正三角形の巨大なパネル（36個の正三角形が1個の正三角形を成している）が備えつけられている。解答者は赤、青、緑の3チームペアで、問題に正解すると三角形のパネル上にある1 - 25の番号が振られた点を1つだけ選ぶ。但し、最初の3問は最大の三角形の辺の中点にあたる3つの点（スターティングポイントと呼ばれる）のうちいずれかから選ばなければならない。選んだ点はそのチームの色に点灯する。新たに取った点と既にある自分の色の点を結んで正三角形が作れれば、その三角形の面積（含まれる最小の正三角形の数）分の得点を獲得。不正解の場合は10点減点の上、司会者の「ホールドアップ」のコールとともに手を後頭部に当てて1回休み。このクイズは頂点を奪い合うものであり、形作られる三角形は何回重なってもそのたびに得点としてカウントされる。
残りの点が5つになったところで、そこから全ての点が埋まるまでは逆転クイズとなる。正解すると通常通りに点を取った後に、他のチームの取っている点を1つ横取りして自分の点にすることができる。この2回の点の指定それぞれで、三角形が作られた分の得点が加算される。
最終的に最も多く得点を獲得したチームがトップ賞となる。各チームへの賞金は1点につき1000円。但し、10万円を超過した分は朝日新聞大阪厚生事業団へ寄付となる。これは製薬会社の提供番組では紳士協定により10万円を超える賞金を与えることができないためである。
番組中期からは150点賞が設けられた。得点が150点以上で終了したチームに賞品が贈られる。
トップ賞を獲得したチームは、スタジオに別に設えられた正三角形のパネルを使った「回転ジグソークイズ」に挑戦。分解された著名人の写真を貼り付けた各ピースが回転しているのを見て、それが誰かを当てる。正解すると天井から大量の紙吹雪が降り、アメリカ西海岸旅行がプレゼントされる。

## 主なクイズ
いずれも後期のもの。
- アナグラム
- スター ニア・ニアクイズ - 芸能人に関する近似値クイズ。このコーナーのみ筆記問題。

## 放送局
同時ネット局のみ記載。系列は当時の系列。
| 放送対象地域  | 放送局             | 系列                          | 備考                      |
| ------------- | ------------------ | ----------------------------- | ------------------------- |
| 関西広域圏    | 朝日放送           | テレビ朝日系列                | 製作局 現・朝日放送テレビ |
| 北海道        | 北海道テレビ       | テレビ朝日系列                |                           |
| 宮城県        | 東日本放送         | テレビ朝日系列                |                           |
| 山形県        | 山形放送           | 日本テレビ系列 テレビ朝日系列 |                           |
| 福島県        | 福島放送           | テレビ朝日系列                |                           |
| 関東広域圏    | テレビ朝日         | テレビ朝日系列                |                           |
| 静岡県        | 静岡けんみんテレビ | テレビ朝日系列                | 現・静岡朝日テレビ        |
| 中京広域圏    | 名古屋放送         | テレビ朝日系列                | 現・名古屋テレビ放送      |
| 広島県        | 広島ホームテレビ   | テレビ朝日系列                |                           |
| 香川県 岡山県 | 瀬戸内海放送       | テレビ朝日系列                |                           |
| 福岡県        | 九州朝日放送       | テレビ朝日系列                |                           |
| 鹿児島県      | 鹿児島放送         | テレビ朝日系列                | 1982年10月開局から        |